# Musée archéologique Saint-Laurent
Le musée archéologique Saint-Laurent est un musée départemental situé à Grenoble, en France, au pied de la colline de la Bastille, dans le quartier Saint-Laurent de la rive droite de l'Isère et à proximité de la Porte Saint-Laurent.
L'ancienne église Saint-Laurent reconstruite sur les vestiges d'une nécropole gallo-romaine a été désacralisée en 1983 pour devenir un site archéologique puis un musée en 1986. Le site est cependant étudié depuis le début du XIXe siècle et fait l'objet d’un classement au titre des monuments historiques depuis le 10 août 1977. Il se caractérise par un important empilement d'édifices et de structures, dont le joyau est la crypte Saint-Oyand datant du VIe siècle.
Après une longue période de travaux, le musée est ouvert dans sa configuration actuelle depuis mai 2011.

## Histoire
Au IVe siècle, la voie romaine partant de Cularo en direction de la Sapaudie (Savoie) longeait ce site funéraire païen, puis va passer entre les premiers mausolées chrétiens et la colline, lorsque Cularo devient Gratianopolis vers 380.
La première mention écrite de l'église carolingienne Saint-Laurent du IXe siècle remonte au mois de février 1012, à l'occasion d'une charte de donation de cet édifice par l'évêque Humbert d'Albon de Gratianopolis aux moines bénédictins de Saint-Chaffre en Velay,. Il est mentionné dans l'acte que l'évêque le donna pour le rétablir dans son état primitif, fondé en l'honneur du bienheureux Laurent, martyr, dépendant de sondit siège, lequel lieu était par incurie mal administré, et qui, à cause du manque d'ecclésiastiques, lui paraissait devoir être entièrement supprimé,.
Reconstruite par les moines au XIIe siècle, l'église Saint-Laurent de style roman, visible actuellement, a été édifiée sur l'église carolingienne, elle-même construite sur une précédente église funéraire cruciforme du VIe siècle et sa crypte, qui venaient remplacer les premiers mausolées de personnages importants de la ville comme les évêques. C'est également durant ce siècle que le culte d'Oyand de Condat est introduit après sa mort en 510, car il est lié avec l'abbé Léonien de l'église Saint-Pierre à Vienne, et l'évêque Avit de Vienne.

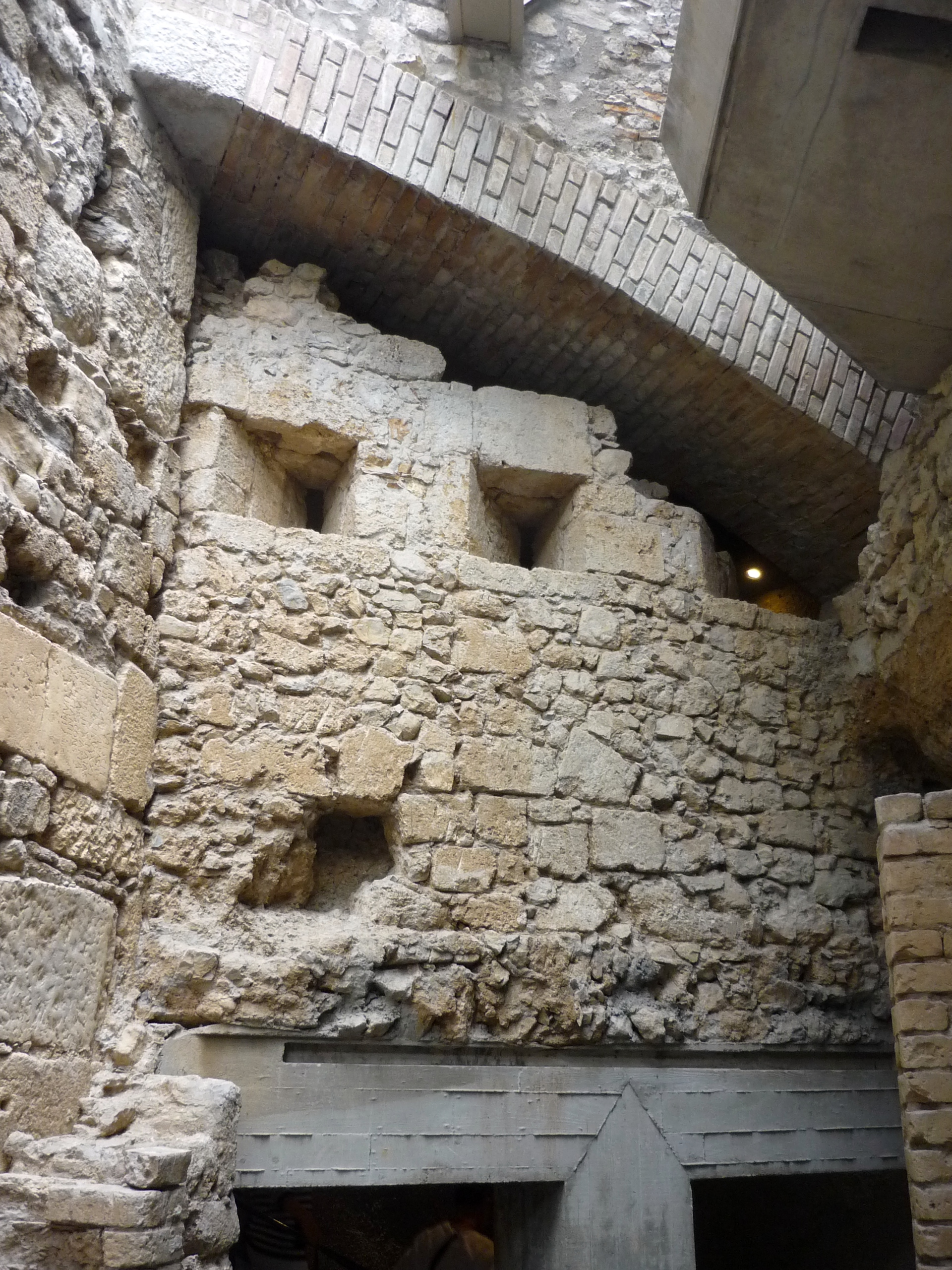
Remparts du XIVe siècle contre le clocher.

Situé à l’extrémité d'une ville frontière, ce site funéraire et religieux va partager dès le XIVe siècle son environnement immédiat avec les différentes générations de fortifications de la ville.
En 1338, le prieuré bénédictin voit la première génération de fortifications de la rive droite de l'Isère venir s'accoler à ses murs près du porche d'entrée, et l'année suivante, le prieur de Saint-Laurent, Amédée Alleman, devient le premier recteur de l'université de Grenoble. À cette époque, Humbert II de Viennois est encore un dauphin indépendant dans sa principauté du Dauphiné. Au siècle suivant, le prieuré connaît une intense activité architecturale révélée par l'archéologie mais également par les textes : construction dans la nef de l'église, réfection du clocher qui menace déjà ruine en 1454, reconstruction de la tribune, d'escaliers, pose au sommet du clocher d'une croix en fer forgé, agrandissement du cloître ainsi que la construction de chapelles. La communauté monastique compte alors douze moines dont trois novices auxquels s'ajoutent un prieur et un sacristain. La grande croix sommitale est actuellement exposée à l'entrée du musée et une copie a été installée sur le clocher.
Un siècle et demi plus tard, à la suite des guerres de religion dans la région, l'environnement immédiat du prieuré est de nouveau modifié par le gouverneur du Dauphiné, Lesdiguières, qui achève en 1615 de nouveaux remparts partant du sommet de la colline de la Bastille et aboutissant à une nouvelle porte Saint-Laurent légèrement repoussée du prieuré voisin. À la suite des vœux formés par les consuls de Grenoble lors de l'épidémie de peste de 1629, les pénitents blancs de Saint-Laurent prennent l'habitude de faire chaque année, au 16 août, une procession jusqu'à la chapelle Saint-Roch de l'hôpital des pestiférés. En 1683, faute d'un nombre suffisant de moines, le service monastique en place depuis près de sept siècles est supprimé officiellement.
Au cours des XVIIe et XVIIIe siècles, plusieurs consuls de Grenoble se font inhumer dans la chapelle Saint-Nicolas du cloître Saint-Laurent, comme Jean Guynier mort le 22 février 1707 à l'âge de 77 ans. En 1748, un magnifique autel actuellement visible dans le chœur de l'église est réalisé par Francesco Tanzi, puis au moment de la Révolution française le prieuré est supprimé en 1790 et Saint-Laurent devient église paroissiale et siège d'un chapitre consacré au martyr saint-Laurent.
Entre 1824 et 1847, de nouveaux remparts plus proches de l'église que les précédents sont construits par le général Haxo et restent visibles de nos jours comme décor environnant. Ces aménagements militaires apportent derrière le clocher de très épais remblais qui modifient totalement la perception visuelle du site primitif, car l'église romane et les édifices funéraires n'étaient pas adossés directement à la colline, mais en étaient largement dégagés. Le peintre Théodore Ravanat a peint le site de l'église dans les années 1840 avant les aménagements militaires. Cependant, dans cette première partie du XIXe siècle, trois hommes vont relancer l'intérêt architectural et patrimonial de l'église Saint-Laurent.

### Jacques-Joseph Champollion

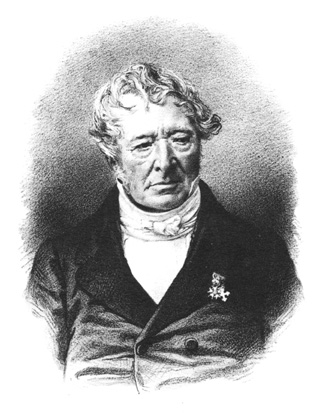
J.J. Champollion.

En 1803, Jacques-Joseph Champollion, frère aîné de l'égyptologue, révèle au monde savant l'existence à Grenoble d'un monument souterrain du début de l'époque mérovingienne, en faisant paraître anonymement une "dissertation", dans laquelle il donne un plan schématique de l'oratoire Saint-Oyand. Il s'agit de la crypte Saint-Oyand, située sous le chœur de l'église haute Saint-Laurent. La plus ancienne mention du vocable Oyand (Eugendus) remonte à l'an 1015, où dans une charte de donation, accolé à Saint-Laurent, Saint-Eugénie est substitué par erreur au titulaire réel, Sanctus-Eugendus.
En 1835, l'archiviste et historien Jean Pilot de Thorey, futur conservateur du musée, publie un article sur cette crypte, illustré par une lithographie d'Alexandre Debelle et dans lequel il informe de la destruction de tombeaux par des ouvriers dès l'année 1826. À la même époque, en 1839, sous la municipalité d'Honoré-Hugues Berriat, des travaux de réfection de la charpente du clocher de l'église sont effectués par l'entrepreneur J.B. Gallet.

### Prosper Mérimée

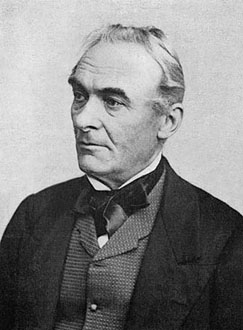
Prosper Mérimée.

Mis en alerte en 1846 par des actes de vandalisme sur cette crypte, les membres de l'Académie Delphinale décident, dans leur séance du 30 avril 1846, d'informer le ministre de l'intérieur de la nécessité de protéger la crypte.
Prosper Mérimée, inspecteur des Monuments Historiques, intervient alors pour faire classer l'édifice. Il effectue pas moins de cinq voyages à Grenoble dont chacun fait l'objet d'un rapport. La crypte est classée Monument historique le 26 février 1850 grâce à son intervention et à celle de Radulph de Gournay, membre de l'Académie Delphinale et présenté comme premier conservateur du musée. Cette même année, les frères Alexandre et Ferdinand Jail offrent à l'église Saint-Laurent un vaste tableau du peintre grenoblois Pierre-Auguste Marquiand représentant le Martyre de Saint-Laurent, une huile sur toile de 3,68 m x 3,00 m exposée jusqu'en 1858 dans le cœur et de nos jours dans la sacristie,.
Le préfet de l'Isère, Benoît de Chapuis Montlaville, demande également au maire Frédéric Taulier une participation financière de la ville pour les travaux de restauration de l'édifice, dont le premier devis se monte à 20 000 francs. C'est son successeur, Joseph Arnaud, qui fera voter par la séance du conseil municipal du 19 mai 1851 une somme de 2 500 francs complétant celle de l'État et du Conseil général pour entamer ces travaux.
L'année 1853 marque un tournant décisif dans la fondation officielle d'un musée archéologique puisque la séance du 3 juin de l'Académie Delphinale pointe l'intérêt de récupérer les vieilles pierres tombales de l'époque gallo-romaine et notamment celles qui sont entreposées depuis longtemps le long du mur du lycée, afin de les déposer dans un lieu plus convenable. Une demande est faite en ce sens au maire Joseph Arnaud qui y répond favorablement quelques jours plus tard. Le musée est créé officiellement le 15 novembre 1853 par un arrêté municipal, et se situe alors entre l'église Saint-Laurent et une maison riveraine occupée par l'industriel gantier Xavier Jouvin. Il est constitué principalement de pierres tombales recouvertes d'épitaphes, datant de la période gallo-romaine de Cularo, et entreposées dans une cour humide, peu accessible, au point d'en émouvoir les membres de la Société française d'archéologie qui déplorent cet état de fait dans leur almanach de 1866.

### Pierre Manguin

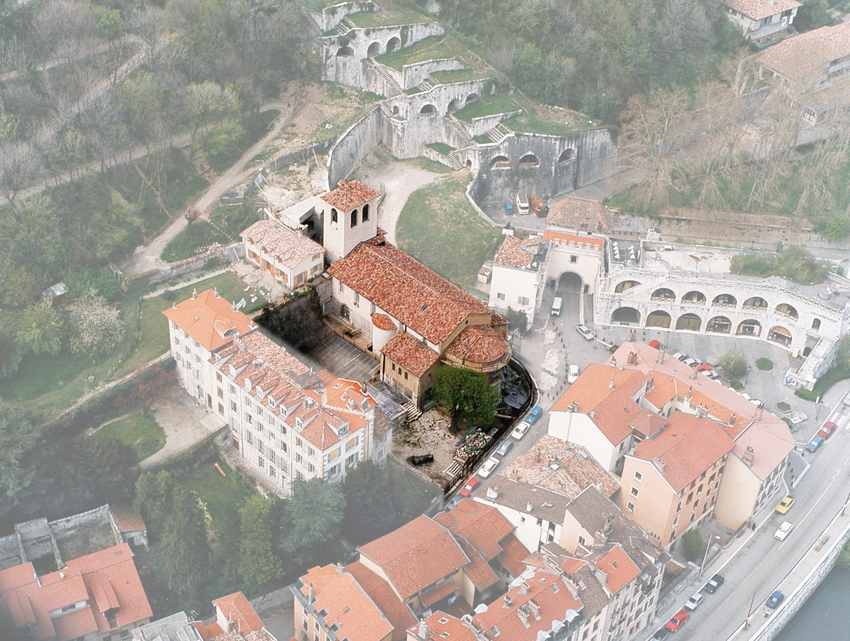
Vue aérienne du site.

Pierre Manguin, architecte, est chargé des travaux de restauration du monument sous le contrôle vigilant de Prosper Mérimée. L'architecte réalise de nombreux dessins aquarellés de la crypte. Parallèlement aux travaux de restauration de la crypte Saint-Oyand, l'abside et la sacristie de l'église seront rénovées entre 1850 et 1861 par l'entrepreneur Jean Olivier-Pallud et son fils. En 1854, alors que les travaux de la crypte touchent à leur fin, une délibération du 2 août du conseil municipal de Louis Crozet prend en charge la moitié des 11 000 francs nécessaires à la rénovation de l'abside et le 30 octobre, la restauration de la sacristie est votée.
À partir de 1862, d'autres travaux de rénovation seront entrepris sous la direction d'un nouvel architecte, monsieur Laisué. Ils comporteront le nivellement du terrain environnant l'église, la démolition et la reconstruction de l'annexe de l'église portant le nom de chapelle Saint-Nicolas ainsi que la mise en place d'un mur de clôture sur la rue Saint-Laurent avec sa grille en fer. À la même époque, Eugène Chaper, membre de l'Académie delphinale est chargé par celle-ci de rédiger en 1863 un courrier au maire Eugène Gaillard afin de le sensibiliser à la construction d'un édifice spécifique consacré à l'archéologie grenobloise. Le conservateur Jean Pilot de Thorey signale l'année suivante l'existence d'un autre petit bâtiment funéraire et commence à réfléchir sur l'organisation et les transformations d'une église primitive à cet endroit.

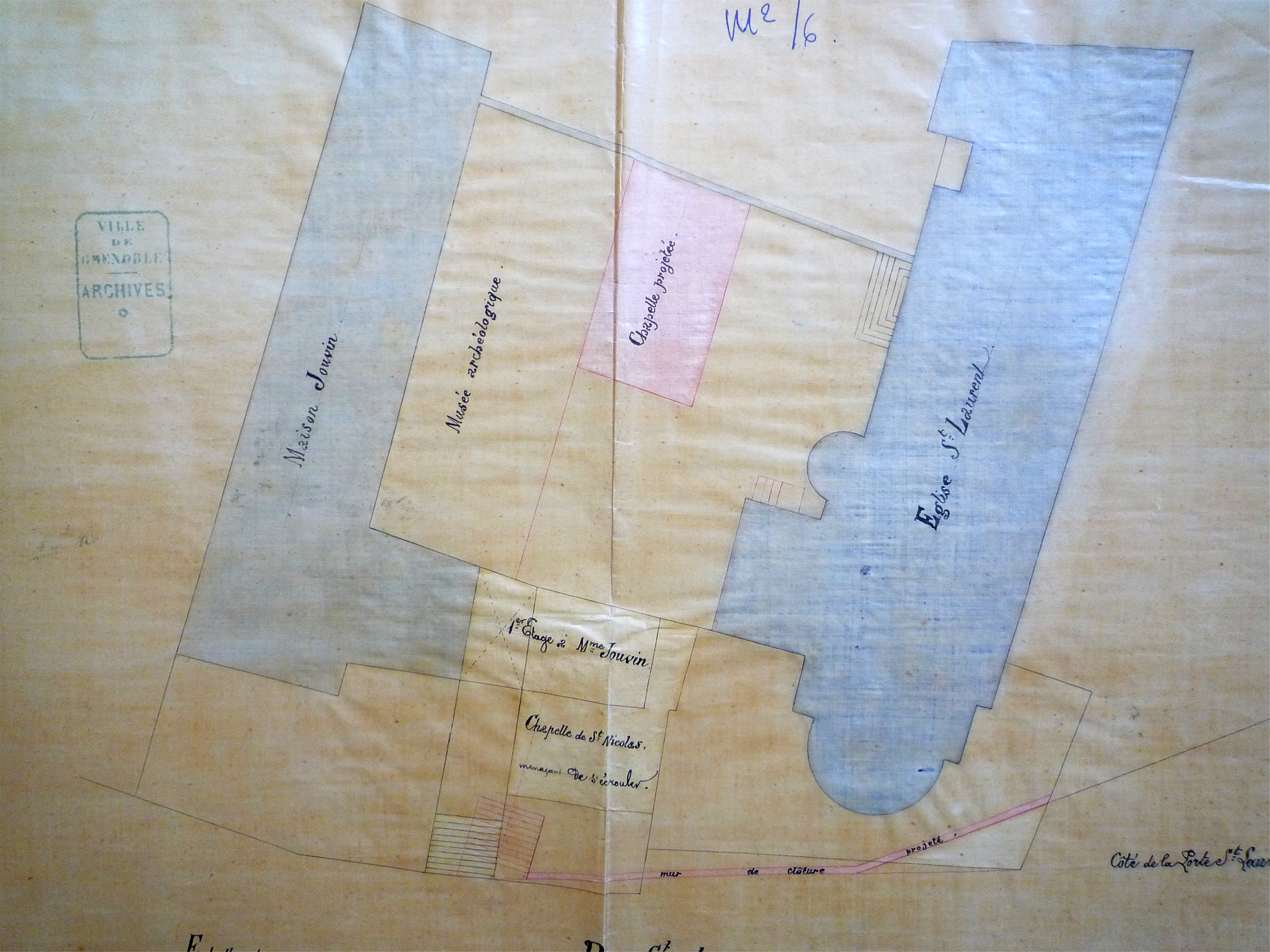
Plan du site du musée vers 1870.

Un rapport de l'architecte voyer du 29 octobre 1867 signale en effet l'état de délabrement dans lequel se trouve la chapelle Saint-Nicolas et la nécessité de la démolir. Un arrêté municipal est pris dans ce sens le 3 décembre 1867 mais, pour la démolir, la ville doit acquérir un appartement situé au-dessus de cette chapelle et appartenant à la fille de Xavier Jouvin, mariée depuis peu à un négociant et futur maire, Édouard Rey. L'acte de vente entre la famille Rey-Jouvin et la ville est signé le 28 novembre 1868. Le principe de reconstruction de la chapelle Saint-Nicolas peut être adopté dès le 27 mai 1870 mais, avec la déclaration de la guerre franco-allemande en juillet et les événements politiques qui en découlent, il est ajourné par une délibération du conseil municipal le 7 juin 1871. Ce n'est qu'en 1874, à la suite d'une demande du curé de Saint-Laurent, que le projet est repris et qu'une délibération le 20 mars 1874 l'approuve en provoquant la déclaration d'utilité publique. L'adjudication des travaux de reconstruction d'une nouvelle chapelle située de l'autre côté de l'abside de l'église est passée le 12 juin 1875 et l'achèvement des travaux par l'entrepreneur Éphrem Vinsard intervient le 28 septembre 1877. La réception définitive de la nouvelle chapelle Saint-Nicolas se fait le 1er novembre 1877. En 1886, des vitraux illustrant Saint-Laurent présentant les pauvres comme trésors de l'église à l'empereur Valérien sont installés dans l'abside.

### AuXXesiècle

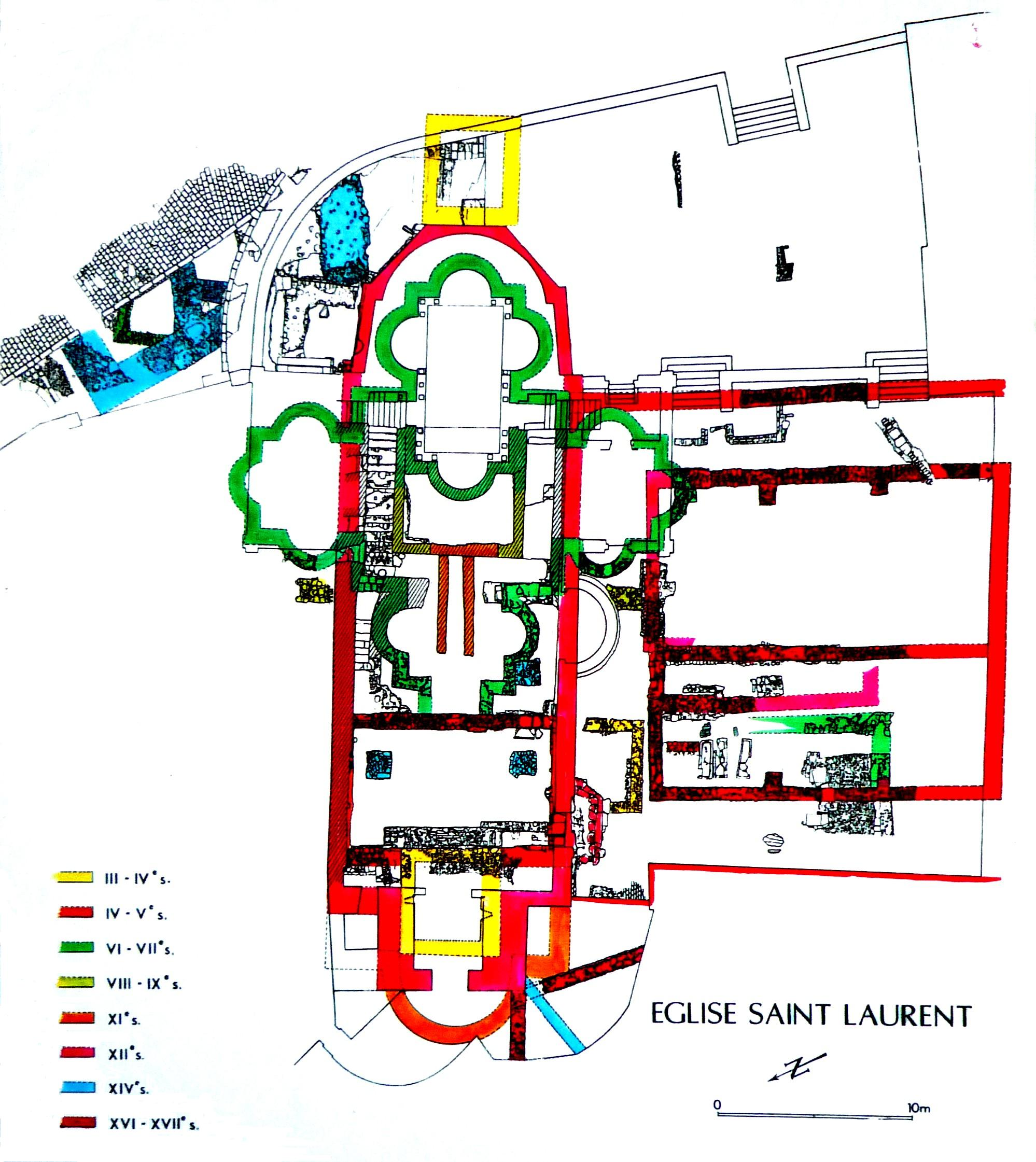
Plan du site Saint-Laurent.

En 1959, sous la municipalité d'Albert Michallon, une nouvelle restauration de la crypte Saint-Oyand a lieu, ainsi qu'une campagne de fouilles du site, au cours de laquelle, lors de sondages vérifiant la stabilité des fondations, Raymond Girard, architecte départemental des bâtiments de France, tombe sur des maçonneries anciennes. En 1974, au terme de la campagne financée par le Conseil Général de l'Isère, il lui apparaît tout un ensemble d'édifices très ruinés, mais l'ensemble du site n'est fouillé que partiellement. Raymond Girard demande que des archéologues poursuivent les fouilles, mais il faudra attendre 1978 pour que cela soit possible.
En 1978, débute une longue campagne de fouilles du site sous la direction de l'archéologue Renée Colardelle, future conservatrice du musée, mettant au jour suffisamment d'objets pour que s'impose la désacralisation de l'église et sa transformation en musée archéologique. Dès 1984, un premier circuit de visite des fouilles est organisé pour le public. Parallèlement, sous la direction de l'architecte Jean-Louis Taupin, d'importants travaux de création de structures en béton sont alors effectués afin d'accueillir les visiteurs dans un circuit de visite du musée. Au cours de l'année 1985, un mausolée est découvert à l'extrémité de l'abside, sous la grille séparant le site Saint-Laurent de la rue. Le musée archéologique de Grenoble ouvre ses portes en septembre 1986 à l'occasion du XIe congrès international d'archéologie chrétienne qui se déroule à Grenoble.

### AuXXIesiècle
Alors que la fréquentation annuelle au début des années 2000 se situe aux alentours de 14 000 à 16 000 visiteurs, le musée est fermé pendant l'été 2003 afin d'entreprendre des travaux de grande ampleur, financés par le Conseil général de l'Isère. Le musée ne rouvre ses portes que le 6 mai 2011 après d'importants travaux visant à créer une couverture de verre et d'acier sur l'ancien cloître du prieuré. Cette structure de 450 m2 est l'œuvre de l'architecte en chef des Monuments historiques, Alain Tillier, et de Manuelle Héry, architecte du patrimoine; elle s'accompagne d'un parcours fléché à travers le musée ainsi que de bornes interactives accessibles en quatre langues. Fin 2011, alors que Jean-Pascal Jospin est nommé directeur du musée archéologique de Grenoble, sa fréquentation pour les huit mois d'ouverture s'établit à 34 168 visiteurs. La fréquentation des années suivantes remonte légèrement pour atteindre 42 863 visiteurs en 2014. Cette même année, le musée change sa dénomination en musée archéologique Grenoble Saint-Laurent.
En septembre 2019, le musée reçoit la visite des paléontologues Yves Coppens et Michel Brunet à l'occasion de leur venue à Grenoble pour la 8e édition du congrès national de traumatologie.
En janvier 2021, Anne Lasseur devient directrice du musée.

### Classement du site
La crypte (VIe siècle) est classée au titre des monuments historiques le 26 février 1850. Par la suite, le chœur et le chevet (XIIe siècle) de l'église haute ainsi que l'ensemble de l'abside, sont classés au titre des Monuments Historiques le 30 juillet 1909 par le ministre de l'Instruction publique et des Beaux-arts. L'ensemble du site (église et parcelles fouillées) est classé au titre des Monuments Historiques depuis le 10 août 1977. Le musée bénéficie du label Musée de France.

## Situation administrative
Le musée et le site archéologique restent propriété de la Ville de Grenoble. La gestion du musée a été confiée au conseil général de l'Isère en 1992, et les charges du propriétaire en juin 2003.

## Collections

### Généralités

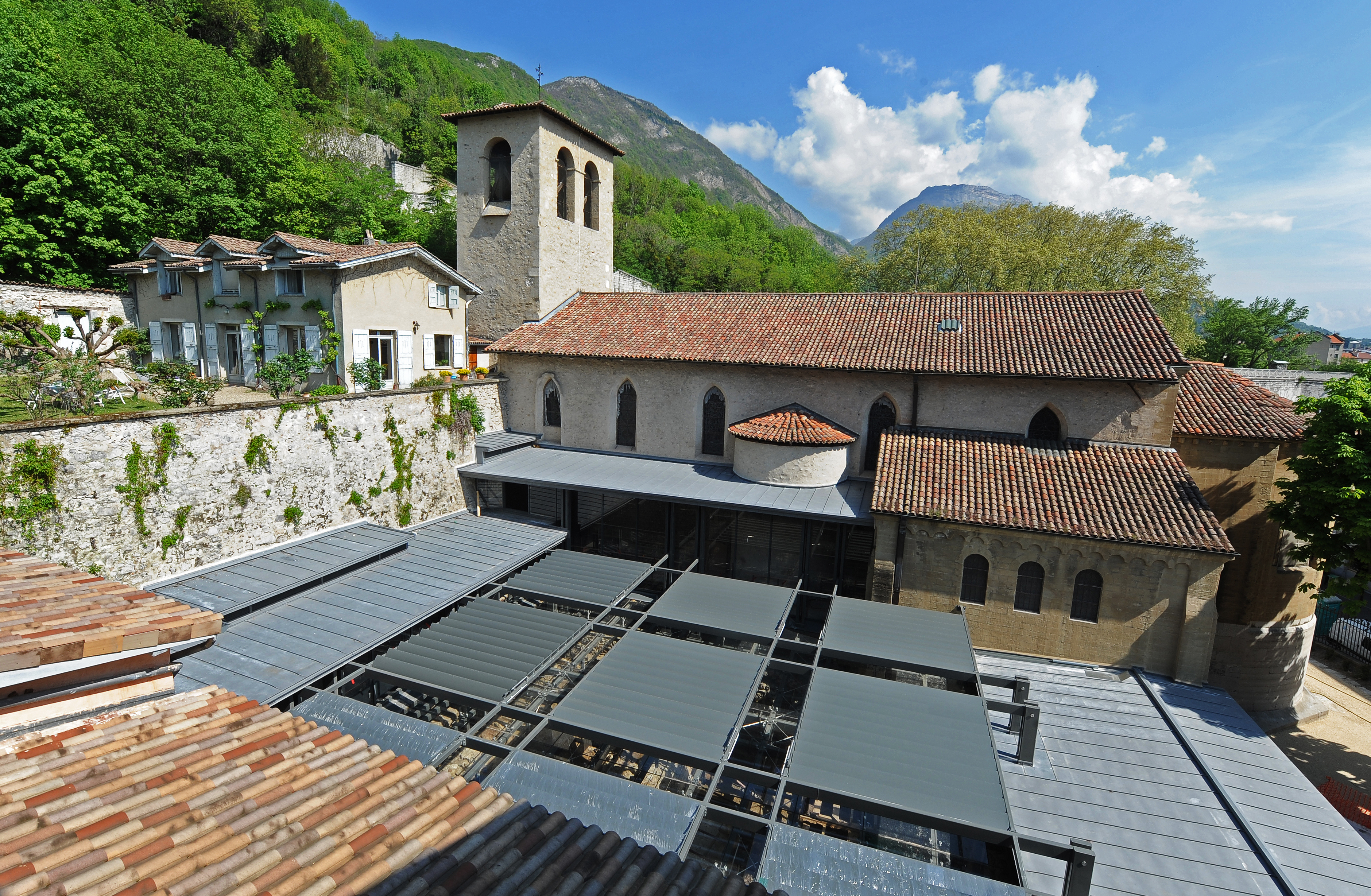
La couverture de verre et d'acier qui protège le site au sud de l'église.

Dans l’un des plus anciens quartiers de Grenoble, au pied des fortifications de la Bastille, la visite permet de découvrir les premiers temps du christianisme dans la région avec en particulier des sanctuaires et une crypte du VIe siècle. À l'extérieur de l'ancienne église, les vestiges mis au jour par les archéologues sont protégés par une couverture de verre et de métal.
Ce site archéologique complexe peut être caractérisé par quatre phases distinctes. L'Antiquité et le haut Moyen Âge forment la première, marquée par les traditions funéraires et la christianisation du lieu. Puis, lors d'une seconde phase, une grande église carolingienne du IXe siècle unifie les dispositifs morcelés antérieurs, témoignant sans doute du déclin des cultes funéraires au profit des offices eucharistiques. La période monastique, à partir du XIe siècle, définit la troisième phase, depuis l'essaimage des bénédictins de Saint-Chaffre à la disparition du prieuré en 1790. Enfin, du fait de la précocité de la prise de conscience de l'intérêt du lieu (Champollion-Figeac, Prosper Mérimée) et des restaurations de la crypte au XIXe siècle, la période contemporaine, caractérisée par l'amenuisement progressif du culte paroissial au profit d'un usage culturel, est marquée par des modifications profondes des structures bâties pour répondre aux nouveaux besoins.

### Église Saint-Laurent

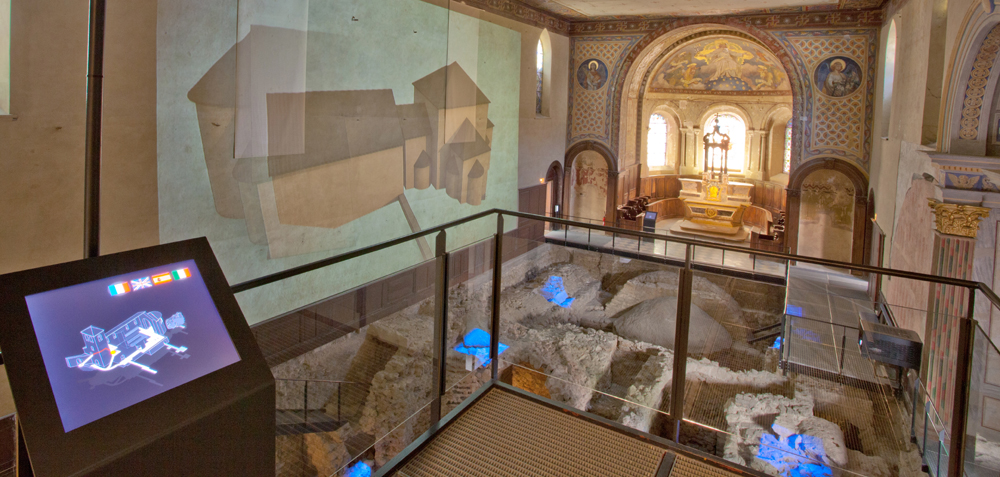
Scénographie dans la nef.

Le parcours commence sur un promontoire dans la nef de 37,5 mètres de long de l'ancienne église Saint-Laurent, permettant de découvrir les grandes étapes architecturales de l'édifice. La crypte Saint-Oyand, d'une longueur de 7,5 mètres, est située sous le chœur de l'église et présente un décor sculpté du haut Moyen Âge. Grâce aux recherches archéologiques menées depuis les années 1980, il est établi aujourd’hui qu’elle fait partie d’une église cruciforme construite au début du VIe siècle. Bien qu'appelée couramment crypte, la petite chapelle située sous le chœur de l'église haute n'a pas été conçue à l'origine comme une crypte et son enfouissement date de la construction romane. La crypte Saint-Oyand reste aujourd'hui l'un des rares monuments du haut Moyen Âge conservés en élévation en Europe. Le retour du circuit de visite est assuré par l'escalier à vis du clocher.
Les travaux de construction du parcours ont fait apparaître dans l'élévation de la face ouest du clocher une pierre remployée par les maçons du XIIe siècle portant une inscription datée de 521 et parfaitement visible des visiteurs.
Le plafond de l'église peint en 1910 met en scène des croix gammées appelées Svastika, symboles fréquemment employés dans les églises jusqu'en 1933, année où les nazis en Allemagne vont l'utiliser comme signe de ralliement.
La scénographie a été réalisée par Jean-Noël Duru et le film projeté sur le mur nord de l'édifice faisant office d'écran géant retrace l'évolution du site depuis son origine. Il a été réalisé à la demande du Conseil Général de l'Isère par Bernard David-Cavaz et Yannick Bonnefoy.

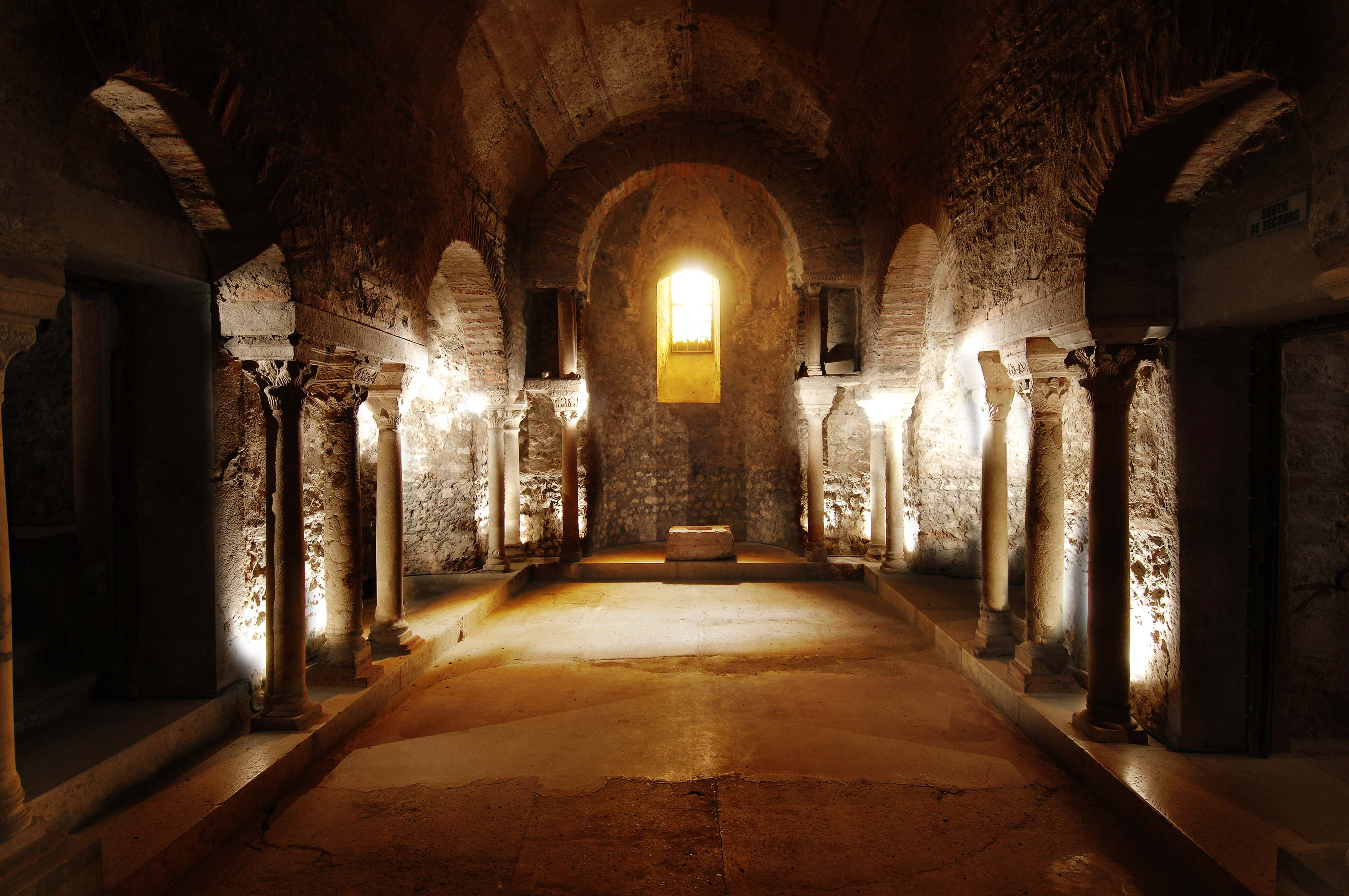
La crypte saint-OyandVIe siècle
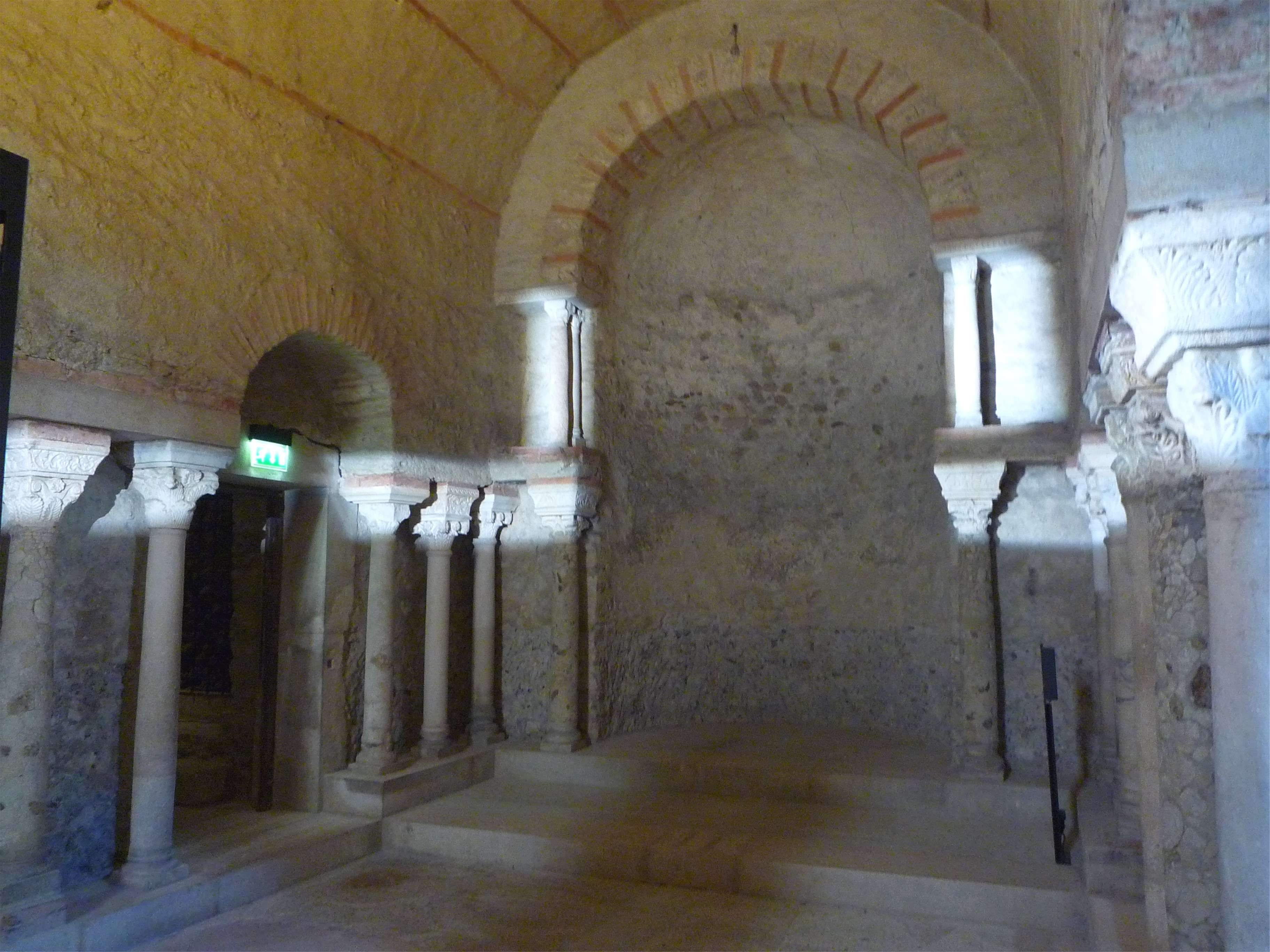
La crypte saint-Oyand
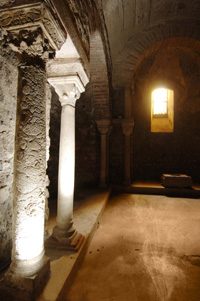
La colonnade de la crypte
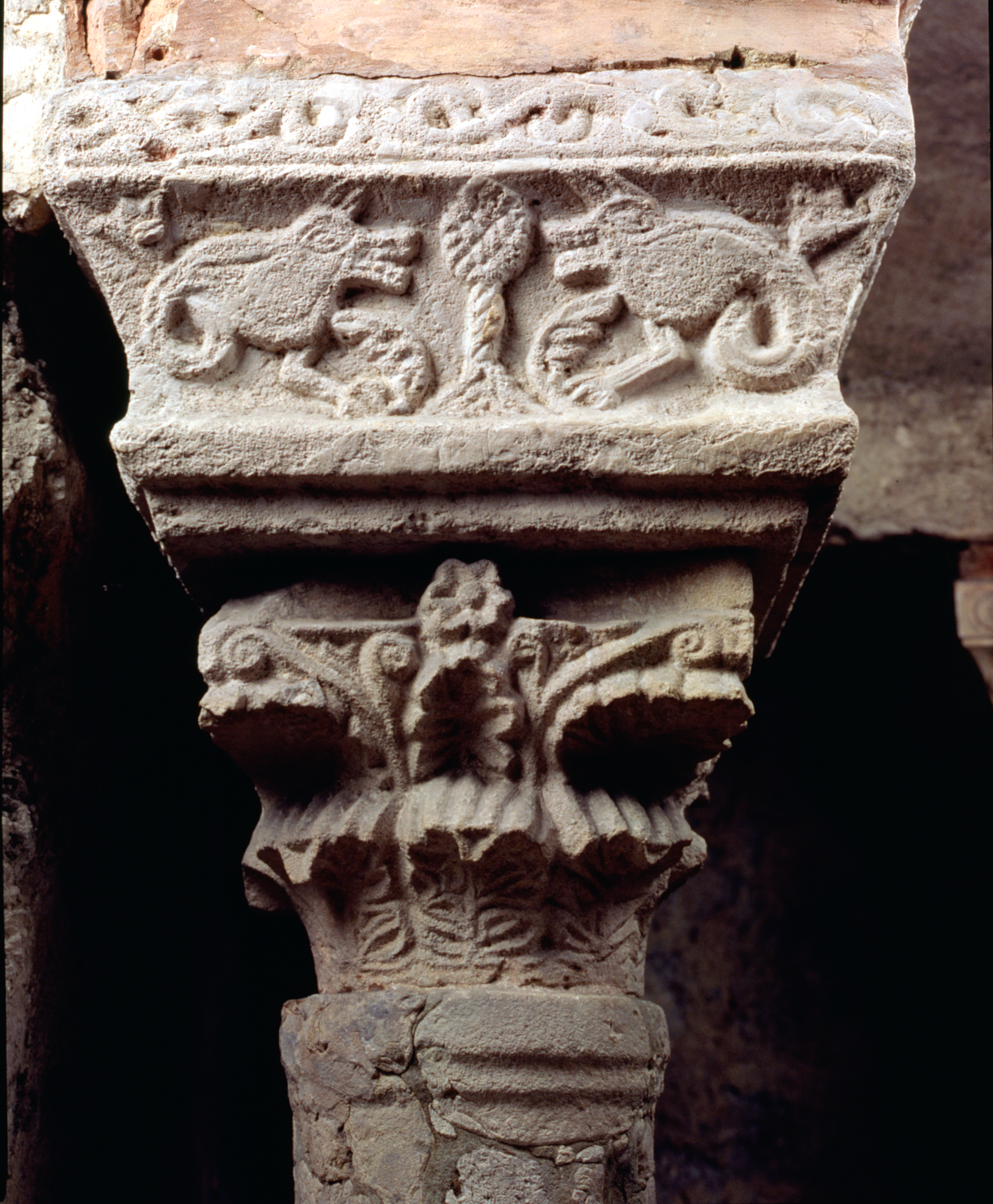
Chapiteau et tailloir
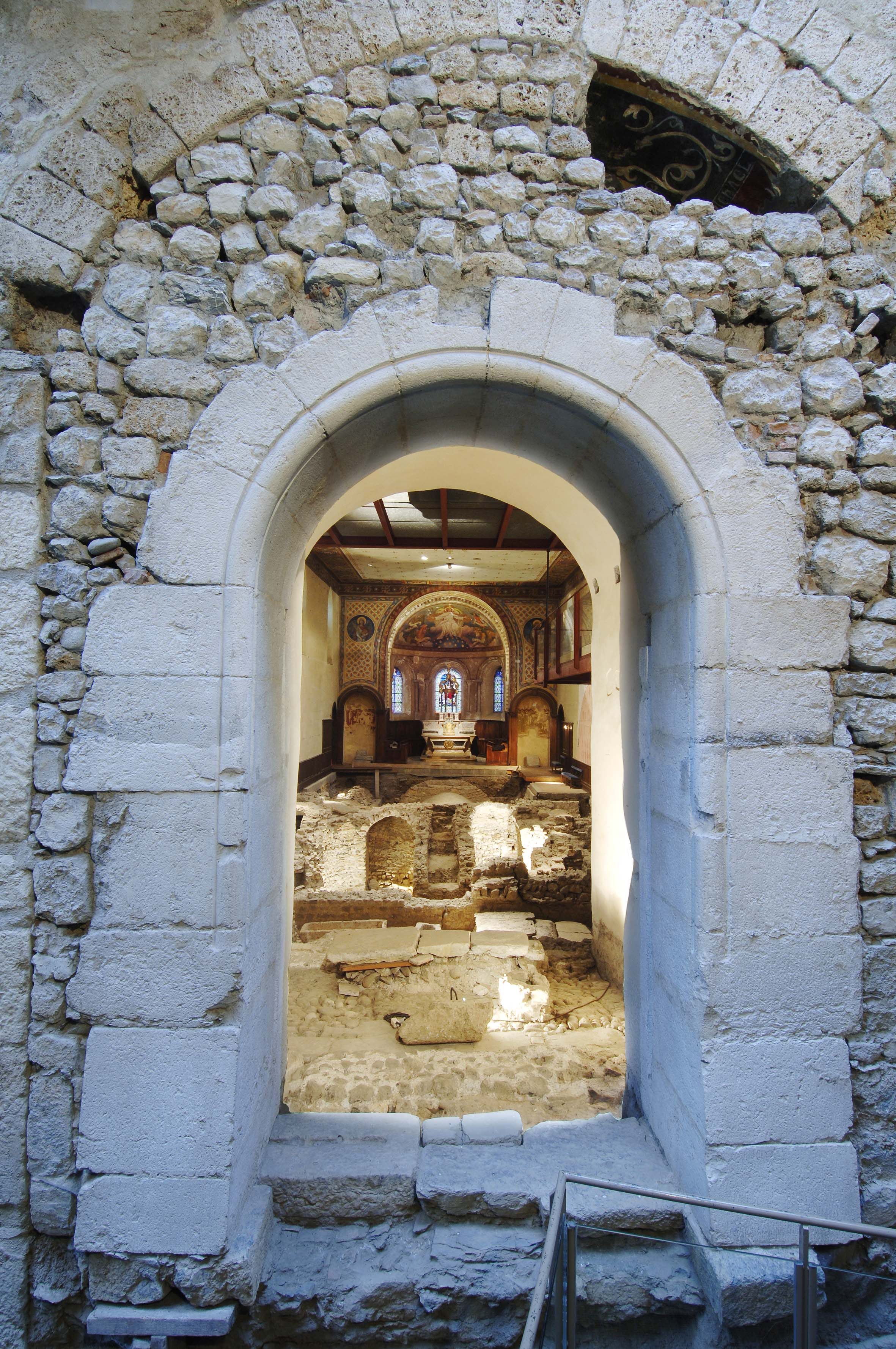
La porte du clocher roman et les vestiges mis au jour dans la nef

### Sépultures

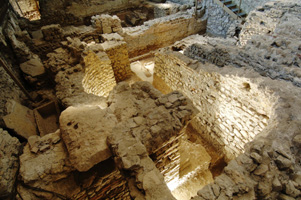
Vestiges dans la nef.

Le site de Saint-Laurent, à l'abri des débordements de l'Isère, est le tout premier site d'inhumation chrétien de Grenoble et il restera en activité jusqu'en 1800 avec l'ouverture du premier cimetière municipal de la ville situé au bord du Drac, lui-même remplacé dix ans plus tard par le cimetière Saint-Roch.
Plus de 1 500 sépultures ont été mises au jour durant la campagne de fouilles. Bien visibles, les plus anciennes remontent au IVe siècle et les plus récentes au XVIIIe siècle, avec la présence de certaines pierres tombales de consuls de Grenoble morts vers la fin du XVIIe siècle. Cette succession de sépultures étalées sur une période de seize siècles a permis d'étudier l'évolution de la typologie des sépultures, les modes d'inhumation, les pratiques funéraires, ainsi que l'évolution des dépôts d'objets dans les tombes. Cette étude est très riche d'enseignements sur l'évolution des mentalités, des relations avec les défunts et des croyances religieuses.

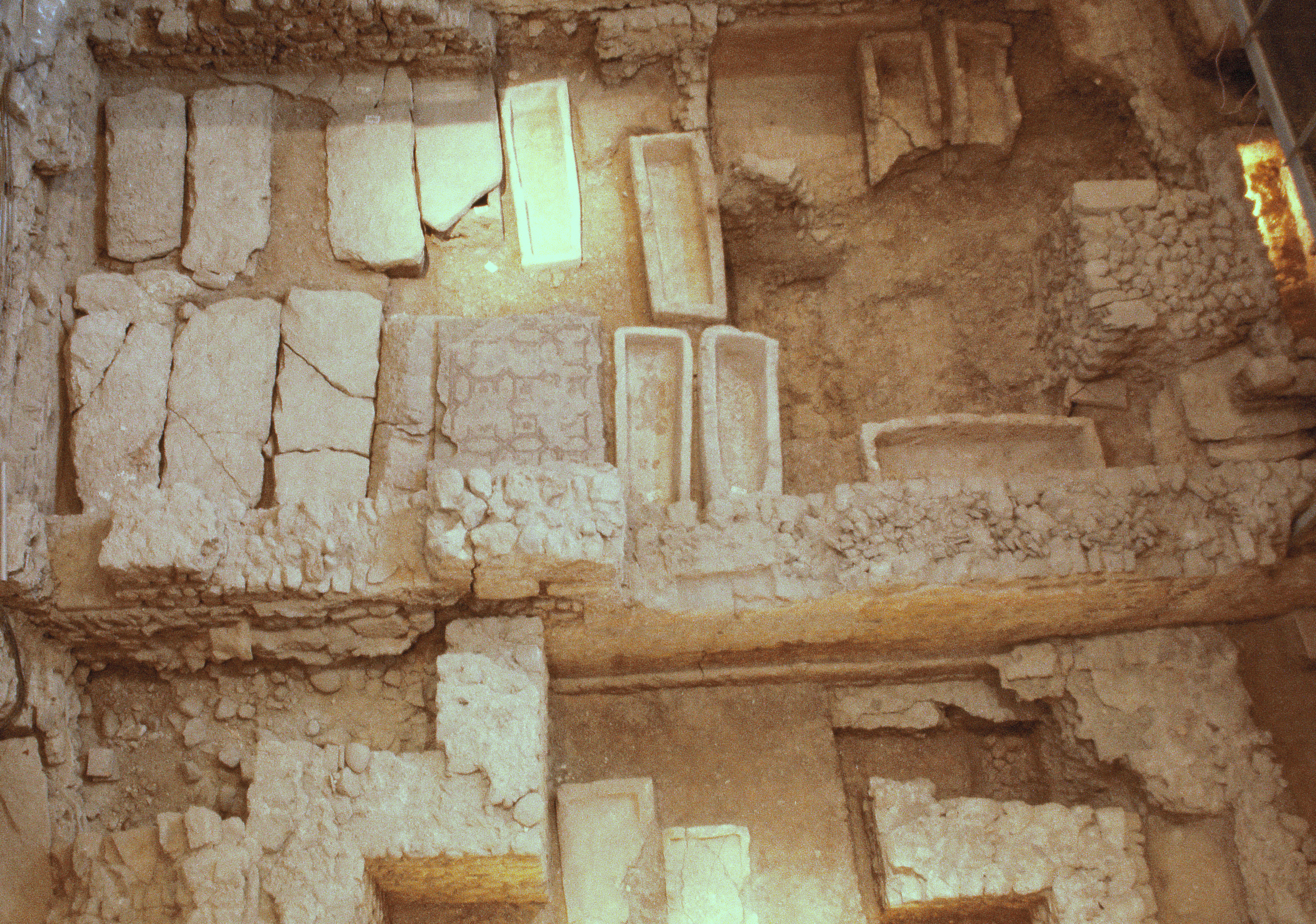
Les sarcophages mis au jour dans la nef (VIe – VIIe siècles)
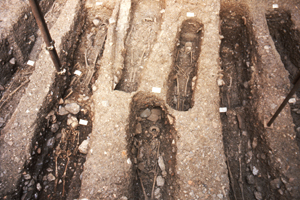
Sépultures en pleine terre et en coffre de bois (haut Moyen Âge)
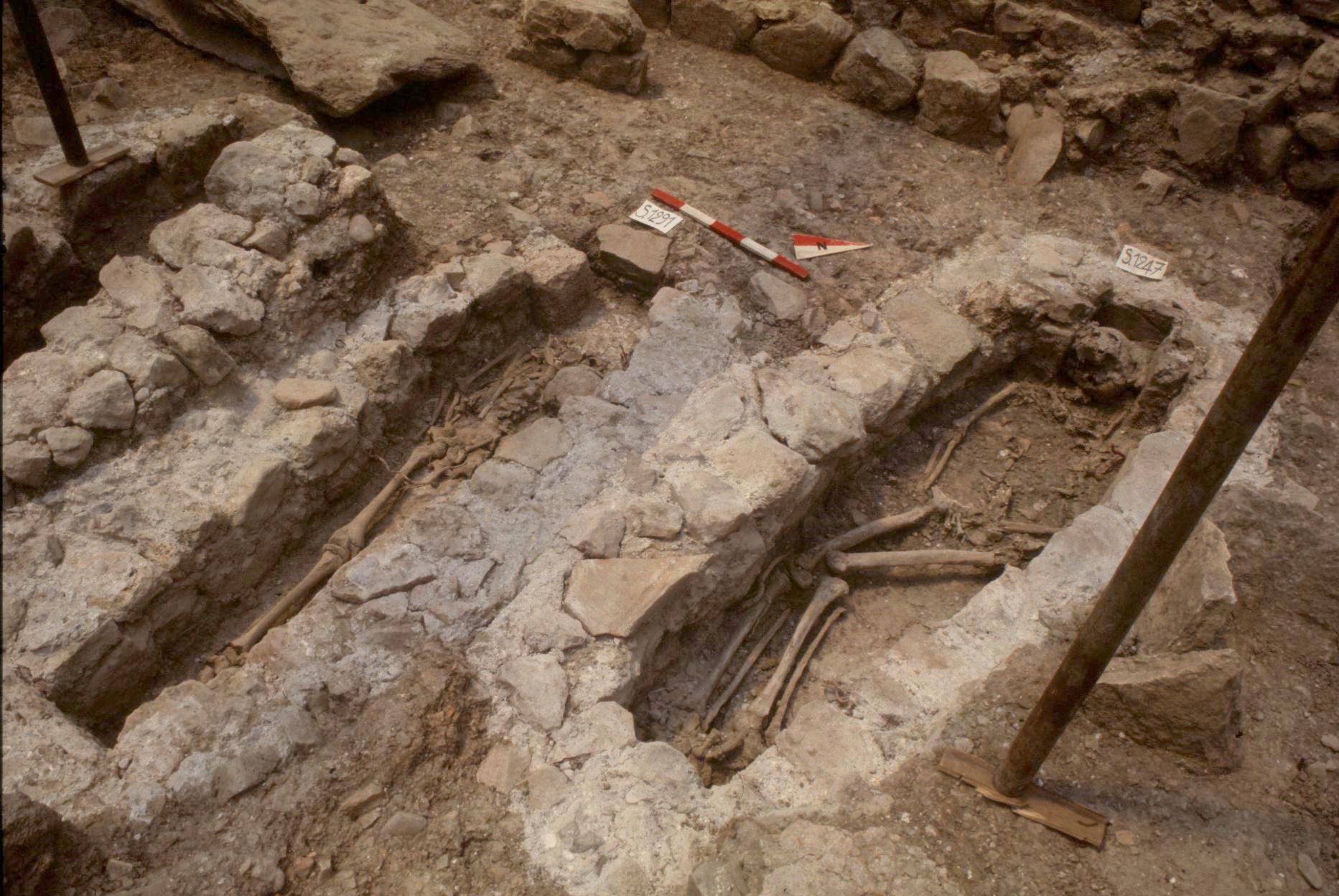
Sépultures médiévales
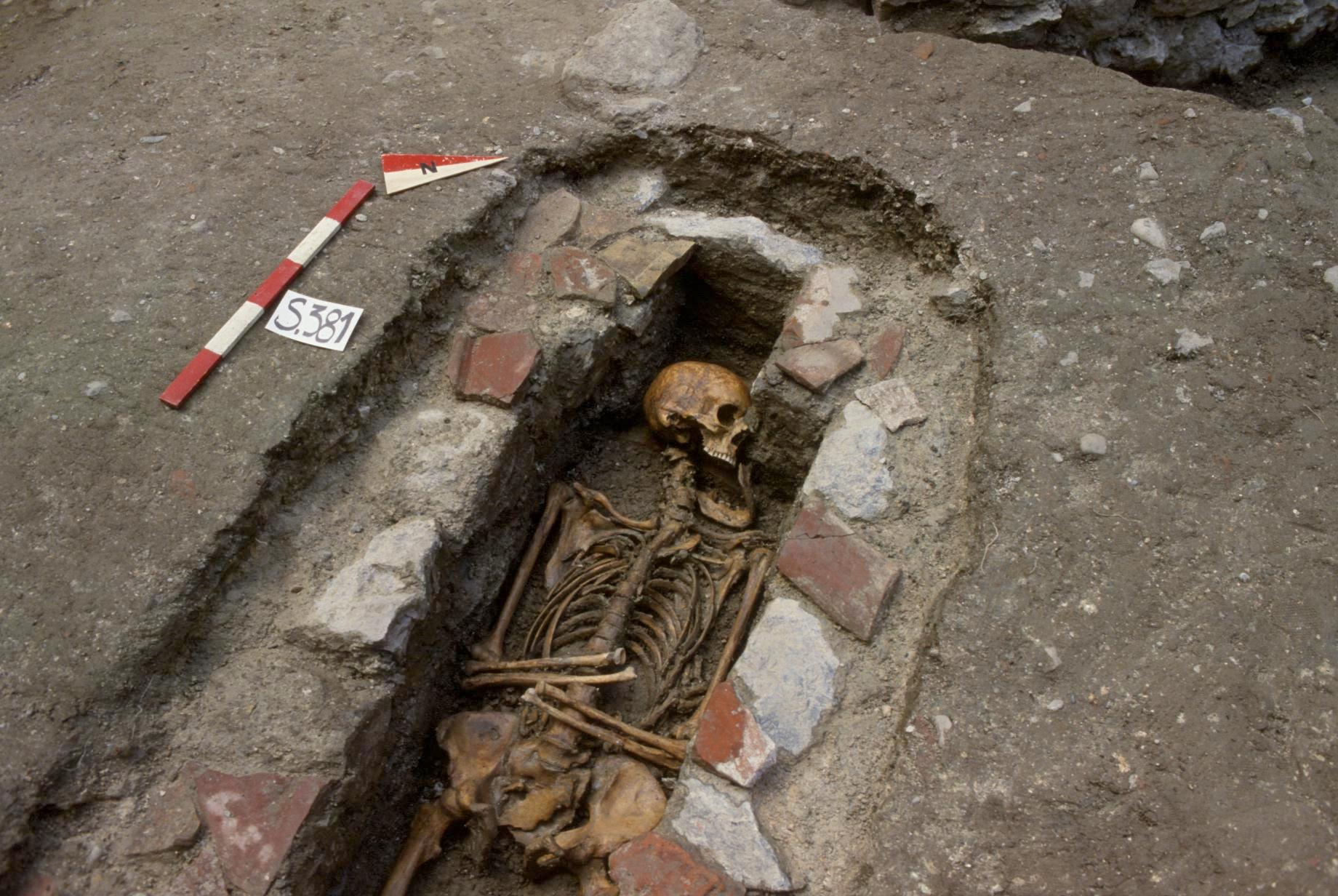
Sépultures médiévales anthropomorphes

### Artéfacts

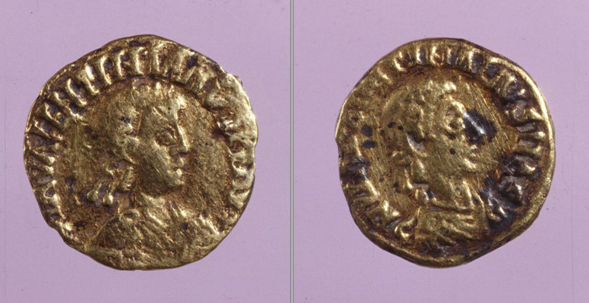
Deux monnaies, tremisses à l'effigie de Valentinien III (425-455).

Plus de 3 000 objets ont été retrouvés dans les couches archéologiques (sols, remblais) et dans les tombes dont la relation avec les différentes phases architecturales a été établie. Ces objets replacés dans leur contexte sont des témoins précieux pour les archéologues. Les éléments de datation renseignent également sur la mentalité des vivants : le type des objets déposés a, en effet, évolué considérablement durant ces quinze siècles d'histoire.
La majeure partie des collections issues des fouilles est présentée, révélant pour la première fois l'essentiel du contenu des recherches. Une très grande diversité de collections est exposée dans l'ancienne salle funéraire située sous la sacristie construite au XIXe siècle (poterie, céramique, orfèvrerie, verrerie) et tout au long du circuit de visite (architecture et urbanisme, art religieux, sculptures et peintures murales de l'antiquité tardive et du haut Moyen Âge, sculptures du XIIe siècle, autel du XVIIIe, vitraux du XIXe) et enfin beaux-arts (peinture, sculpture).

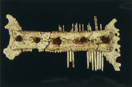
Peigne en os (IVe siècle)
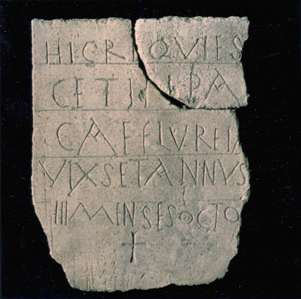
Épitaphe funéraire de Flureia (début VIe siècle)
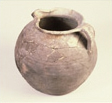
Poterie (1re moitié XIIe siècle)
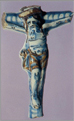
Crucifix en faïence (XVIIIe siècle)

## Recherches scientifiques

### Anthropologie
Parmi les nombreuses sépultures du site, un squelette d'un homme de très grande taille (environ 1,93 m) est visible sous les pas des visiteurs à la remontée en fin de visite. Un temps présenté comme Guido le premier prieur de Saint-Laurent, ces indications ont disparu à la refonte de la muséographie en 2021. Si une stèle à son nom existe bien, elle était située dans une autre partie du site, et le réexamen des preuves scientifiques n'a pas permis d'attribuer de façon certaine le squelette au prieur.

#### Isotopie alimentaire
L’alimentation peut être étudiée grâce aux objets et aux faits archéologiques découverts lors des fouilles, les expérimentations et les données actualisées, et les analyses biogéochimiques. Mais depuis les années 1990, une nouvelle technique scientifique se développe : les analyses d'isotopie alimentaire. Le squelette et les dents synthétisent les caractéristiques de l’alimentation consommée via leur composition chimique, ces analyses mesurent donc sur le collagène des ossements et des dents fossiles, les rapports 13C/14C, 15N/14N, 87Sr/86Sr et 18O/16O.
Pour cela, des fragments d’os sont réduits en une poudre dont on extrait le collagène, en le passant dans un spectromètre de masse. À partir du gaz obtenu, les isotopes de carbones, d’azote, d'oxygène et de strontium principalement sont analysés. Grâce à ces isotopes stables, on peut obtenir une image de l’alimentation sur les dix dernières années de la vie de l’individu et reconstituer les comportements alimentaires d’une population.
Dans le cimetière de l’église Saint-Laurent, c’est grâce à l’analyse de 55 individus que les chercheurs ont pu déterminer deux tendances de régimes alimentaires, un majoritairement carné et un autre végétarien. Les régimes plus protéiques semblent être en faveur des hommes, des individus plus âgés et des plus grandes statures. Les scientifiques ont également remarqué que cet apport en protéines animales semble avoir augmenté à mesure des siècles, laissant supposer un accès différent aux ressources alimentaires.
Avec ces mêmes isotopes, on peut également avoir un aperçu des pratiques d’allaitement et de sevrage des enfants à différentes époques. Un comportement d’allaitement long est ressorti au Moyen-Âge à Saint-Laurent, avec un sevrage vers 3 ans. Pour l’époque moderne en revanche, deux profils se sont dessinés, le premier avec un sevrage aux alentours d'un an et un second avec un sevrage vers 3 ans comme au Moyen-Âge.

### Paléopathologie

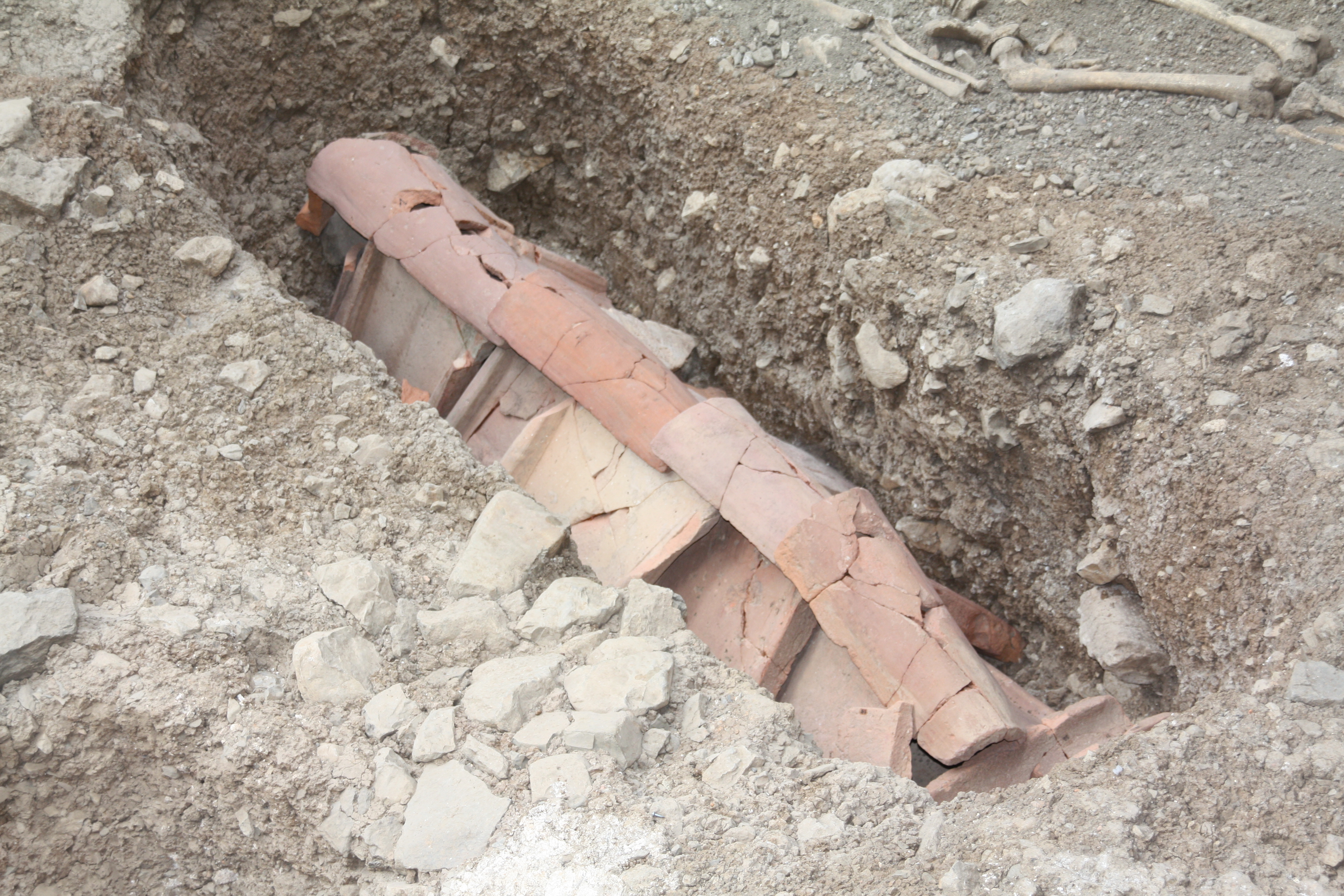
Tombe sous tuiles en bâtière

Le musée Saint-Laurent abrite une riche collection de découvertes paléopathologiques extraites des vestiges humains exhumés sur le site, révélant les défis médicaux et les conditions de santé des habitants qui ont peuplé le bassin grenoblois. Parmi les trouvailles notables, certaines se distinguent par leur complexité, et les éclairages saisissants qu’elles apportent.
- Malformation congénitale rare du membre supérieur

Un squelette daté entre 1200 et 1310 présente une malformation congénitale rare du membre supérieur, précisément une aplasie du radius. Cette découverte constitue le premier cas connu d'une dysplasie radiale longitudinale associée à une modification morphologique de l'humérus en paléopathologie. L'analyse morphologique et radiologique détaillée de ce cas apporte un éclairage inédit sur les malformations congénitales et la vie quotidienne de cette période.
- Un cas de tuberculose

L'identification d'une probable plaque pleurale sur un squelette du XIVe siècle découvert dans la nécropole ouvre une fenêtre sur la compréhension de la tuberculose à l'époque médiévale. Au-delà des implications médicales, cette recherche contribue à dévoiler les profils paléodémographiques et paléoépidémiologiques de la population locale, élargissant notre vision de la santé communautaire du passé.
- Traumatisme crânien au  XVIIIe siècle

Une analyse approfondie d'un squelette du  XVIIIe siècle a révélé des lésions endocrâniennes, initialement diagnostiquées comme une hyperostose frontale interne. Cependant, une investigation plus poussée a abouti à un diagnostic surprenant : un traumatisme crânien avec fracture de la boîte crânienne et la formation d'un hématome extra-dural calcifié. Cette découverte suggère un cas potentiel de violence interpersonnelle, ajoutant une dimension humaine et narrative à ces restes osseux.

### Cémentochronologie
La cémentochronologie est une méthode de datation qui s'appuie sur le cément, une substance qui se dépose chaque année dans les dents. Les dents, qui comportent une racine et une couronne, sont composées d'ivoire et de cément. Le cément, comme l'os, contient des cellules osseuses et des canaux vasculaires. Cette technique permet d'estimer l'âge des adultes humains au moment de leur mort à la saison près.
Au musée Saint-Laurent, les recherches menées grâce à cette méthode ont permis de déterminer avec précision la durée de vie des corps présents dans la nécropole. Cette approche permet de mieux comprendre les fonctions du site, les pratiques, les rituels, ainsi que les caractéristiques de la communauté inhumée sur le site.

### Rayons X
Fin 2013, une petite boite de 4 centimètres trouvée dans les années 1980 dans la crypte du musée, a pu être analysée finement grâce aux puissants rayons X de l'European Synchrotron Radiation Facility. Trop endommagée pour être ouverte sans dégâts, cette boite du XVIIe siècle conservée depuis une trentaine d'années a révélé trois médailles portant des iconographies religieuses ainsi que deux perles. Ces examens fournissent des indices sur l'évolution des religions et des rites religieux durant le XVIIe siècle,.

## Muséographie

### Scénographie

#### Monument musée
La scénographie du musée est basée sur la richesse historique et architecturale du site. Elle cherche à valoriser le monument en lui-même comme objet muséal, et invite les visiteurs à plonger au cœur de 2 millénaires d’histoire architecturale et funéraire à travers une vaste déambulation dans le site. Cette déambulation a été réalisée en 1991 par l’Architecte en Chef des Monuments Historiques Jean-Louis Taupin, puis poursuivie par son confrère Alain Tillien sous la maîtrise d’ouvrage du conseil général de l’Isère, en privilégiant la continuité, la mise en évidence des filiations et des évolutions ainsi que la diachronie. Les fouilles archéologiques sont laissées à la vue des visiteurs pour donner à lire les racines du monument actuel et ainsi se confronter à l’épaisseur du temps. De plus, la circulation est conçue en boucle, avec peu de cul-de-sac afin d’éviter le croisement des visiteurs.

#### Démarches scientifiques comme guide de visite
Pour inviter les visiteurs à plonger dans cette histoire funéraire, la scénographie cherche à partager les connaissances acquises et à présenter les démarches scientifiques comme guides de la visite. Au cours de leur déambulation, les visiteurs se confrontent à de nombreuses sépultures, pour découvrir une méthode scientifique, l’observation anthropologique, et ainsi comprendre les pratiques, modes de vie, croyance, mais aussi les maladies présentes au cours des 2000 ans d’histoire que concentre le site. Pour cela, le choix scénographique fait par Jean-Noël Duru est d’exposer certaines sépultures et céramiques particulièrement symptomatiques et de les analyser. L’observation est couplée avec la manipulation de reproduction d’ossements réalisée par le CCSTI de l’Isère, la Casemate. Ces objets produits en impression 3D colorée permettent une meilleure compréhension de l'histoire des sépultures et une immersion des visiteurs dans la démarche scientifique par le toucher.

#### Véracité du site
Le choix scénographique effectué vise à montrer la véracité du site pour mettre en avant sa richesse et sa diversité, tout en respectant les vestiges. Les visiteurs se retrouvent face à un site tel que sorti de terre, dans la volonté de présenter et respecter le travail des archéologues. On parle ici de mille-feuilles architectural. Pour ne pas perdre les visiteurs dans ce mille-feuille, la scénographie vient décortiquer l’apparente complexité du site en présentant l’évolution de la nécropole période par période. Cela permet une lecture urbaine déambulatoire de l’histoire du bâtiment pour pallier le faible nombre de sources textuelles décrivant le site au Moyen Âge. Le choix scénographique est de privilégier la conservation des éléments architecturaux plutôt que leur restauration,.

#### Respect du site
Pour respecter la diachronie du site, un système de circulation en passerelle propose un cheminement chronologique dans le site. Cette passerelle autoportante réalisée en acier et verre permet une porosité visuelle sur la nécropole et les sépultures visibles depuis la déambulation. Une verrière vient protéger l’ancien cloître et exposer à la lumière du jour les sépultures exhumées.
Pour faire parler ce vaste site archéologique présenté en l’état de recherche archéologique sans dégrader le site, une série de projections lumineuses révèlent les strates architecturales et les usages de la nécropole. Les visiteurs sont alors immergés dans une ambiance particulière, douce, et calme. Dans la crypte, la nouvelle scénographie post covid-19 de 2021 permet une meilleure compréhension de l’espace, avec le choix d’une lumière rasante révélatrice des détails des colonnes et de la voûte.
Le nombre de dispositifs scénographiques a été réduit volontairement en 2003. En passant de nombreux panneaux de textes, images, plans et maquettes, à la projection lumineuse et sonore principalement, l’accent est mis sur les dimensions historiques, spirituelles et émotionnelles valorisant l’immersion par l'observation anthropologique, et ponctuellement la manipulation.
La rencontre entre les visiteurs et les vestiges se fait en son et image par des simulations en film 3D des édifices qui se sont succédé depuis l’antiquité, des cycles de projection qui racontent la mémoire du lieu : zone de fouille, style architectural, théâtralisation de l’espace, présentation de chaque époque.
Quelques panneaux discrets accompagnent cependant toujours les visites, en français et anglais. De plus, des audioguides sont également disponibles en français, allemand, anglais, espagnol et italien.
Cette scénographie est pensée pour accueillir tout public valide à partir de 7 ans,,,.

### Animations culturelles

#### Visites
Plusieurs types de visites sont proposées par le musée Saint-Laurent. Une fois par mois, l’établissement offre la possibilité de découvrir le musée de nuit dans une nouvelle ambiance. L’entrée du musée est gratuite, mais tous les premiers dimanche du mois, le lieu offre également une visite guidée gratuite.

#### Événements nationaux
- La nuit des musées : dans le cadre de l’événement national La nuit européenne des musées, le musée archéologique Saint-Laurent participe et ouvre ses portes en nocturne[59].

- Journée européenne des patrimoines - Biennale du quartier Saint-Laurent : tous les deux ans, le quartier Saint-Laurent organise la Biennale du quartier Saint-Laurent. Depuis 2014, à l’occasion des Journées Européennes du Patrimoine, les différents lieux du quartier historique, dont le musée archéologique, accueillent des œuvres pour faire découvrir le dessin[60],[61].

- Halloween : lors de la fête d'Halloween, le musée Saint-Laurent endosse son rôle de devoir de mémoire. Le personnel du musée dépose des lumières auprès de chaque sépulture en l'honneur des défunts et de leurs familles[62]. Le 31 octobre, le musée organise des ateliers et événements sur le thème de l’horreur et le public est invité à venir déguisé pour célébrer l’événement.

- Fête de la science : évènement national de la culture scientifique, la fête de la science se déroule chaque année dans l’ensemble du pays. La ville de Grenoble et bon nombre de ses lieux culturels participent à cet évènement d’ampleur. Dans ce cadre, le musée Archéologique Saint-Laurent organise visites thématiques, ateliers, rencontres avec des archéologues et d'autres animations[63],[64].

#### Animations jeunesse
De nombreuses animations sont organisées pour les plus jeunes. Le musée accueille tout au long de l’année des familles avec des enfants et propose des jeux de visite adaptés à tous les âges.
L'un des objectifs du musée Saint-Laurent est de faire découvrir la discipline de l'archéologie à son public. Chaque été, il organise des stages dédiés aux plus jeunes afin de les initier aux méthodes de fouilles et d’analyse d’un site archéologique.
Dans la continuité des stages d’été, le musée accueille les scolaires et les enseignants tout au long de l’année. Les groupes ont l’occasion d’assister à des visites adaptées à différents besoins : visite libre, guidée ou thématique, les enfants découvrent l’archéologie et l’anthropologie. Des ateliers sont également proposés autour des patrimoines.

#### Performances artistiques
Depuis 2022, chaque année, le musée donne carte blanche à un artiste, qui vient au musée et s’imprègne de l’ambiance pour créer une œuvre unique, inspirée par son expérience. Autour de chaque carte blanche, le musée organise des soirées rencontres et des ateliers ouverts au public.
A ce jour, deux cartes blanches ont été réalisées :
- 2022 : l’artiste Alexandre Lévy a composé l’œuvre Racine du son[67],[68] inspirée des différentes strates archéologiques composant le site. L’exposition se situait dans le jardin et la crypte Saint-Oyand et est toujours disponible dans la crypte avec l’installation Losonnante[69] qui est une borne audio basée sur le principe d’ostéophonie.

- 2023 : l’artiste Miss and Mr a réalisé une fresque intitulée Chemins occultes[70],[71] sur vitre au marqueur, inspirée par le labyrinthe et le tarot de Marseille.
- 2024 : à venir.

## Accès
Situé à l'angle de la rue Saint-Laurent et de la place Saint-Laurent, le musée est desservi par les lignes de bus 16 et 62, arrêt Saint-Laurent.
La présence de nombreux escaliers et de passages étroits ne permet pas l’accessibilité du site aux personnes à mobilité réduite